# Károly Potemkin
Károly Potemkin (ur. 19 czerwca 1977 w Budapeszcie) – węgierski piłkarz, który występuje na pozycji napastnika. Obecnie gra w klubie piłkarskim NSÍ Runavík z wyspy Eysturoy, mieszczącej się na archipelagu Wysp Owczych, gdzie ma numer dziewiąty na koszulce.

## Kariera piłkarska
Károly Potemkin swą dorosłą karierę piłkarską rozpoczął w roku 1994. Mając siedemnaście lat trafił wtedy do składu Budapesti Vasutas ze stolicy Węgier – Budapesztu, gdzie Potemkin się urodził. Klub ten, zwany wtedy BVSC Dreher, uczestniczył wtedy w rozgrywkach I ligi węgierskiej, gdzie po sezonie 1994/95 zajął szóste miejsce, spośród szesnastu drużyn biorących udział. Kolejny sezon był dla klubu jeszcze lepszy - zajął wtedy drugie miejsce, tracąc do lidera pięć punktów, a także brał udział w Pucharze Węgier, gdzie w finale przegrał w dwumeczu z Kispest-Honvéd Budapest 1-2, wygrawszy pierwszy mecz 1-0.
Kolejny sezon był dla klubu Potemkina mniej udany – zdobył ponownie szóste miejsce w tabeli, w Pucharze po raz ostatni dotarł do finału, gdzie przegrał jednak w dwumeczu 0-8 z MTK Hungária Budapeszt. Zawodnik ten brał także udział w dwóch meczach kwalifikacyjnych Pucharu UEFA 1996/97. Jego klub po wybranym pierwszym meczu z Barry Town F.C. 3-1 przegrał drugi 1-3 i o awansie Walijczyków zadecydowały rzuty karne.
Od roku 1997 klub Potemkina zwał się BVSC Zugló, zawodnik jednak nie grał tam do końca sezonu, zdobywając jedynie trzy bramki w trzech pierwszych spotkaniach. W 1998 został wypożyczony do Ferencvárosi TC, gdzie dostał okazję zagrania w pięciu meczach, nie zdobył jednak żadnej bramki, a klub, do którego przeszedł zdobył drugie miejsce w tabeli, osiem miejsc nad BVSC, do którego Potemkin wrócił na kolejny sezon.
Następne sezony nie były najlepsze dla klubu BVSC Zugló, w którym Potemkin grał do roku 2000. Na końcu 1998/99 spadł on do niższej ligi z przedostatniego miejsca w tabeli, by tam pozostać już do końca swego istnienia w roku 2001. Potemkin opuścił go z 61 meczami i 17 bramkami na koncie.
Od sezonu 2000/01 był zawodnikiem FC Tatabánya, który rozgrywał mecze w grupie A I ligi węgierskiej. Swą pierwszą bramkę zdobył w wygranym przez jego zespół 5-2 wyjazdowym meczu z Dunaferr FC 1 października 2000 roku. Jego zespół zaś zdobył pierwsze miejsce w grupie A, ostatecznie jednak, w drugiej fazie zajął ostatnie miejsce w grupie łączonej i spadł do niższej ligi. W kolejnym sezonie - 2001/02 nie udało im się powrócić do ligi wyższej, a Potemkin zdobył swojego drugiego gola, po czym odszedł z klubu z dorobkiem dwudziestu spotkań i dwóch bramek.
Przez chwilę grał potem jeszcze w klubie FC Fót, by następnie do końca roku 2002 wystąpić w dziewiętnastu spotkaniach dla drugoligowego wtedy, Rákospalotai EAC i zdobyć piętnaście bramek. Jeszcze w tym samym sezonie 2002/03 przeniósł się do Haladás Szombathely, również drugoligowego, które jednak awansowało wtedy do ligi pierwszej. Potemkin zdobył wtedy jedną bramkę w sześciu meczach.
Na początku kolejnego sezonu zawodnik ten trafił do BFC Siófok, który zdobył w tamtym sezonie drugie miejsce w pierwszoligowej tabeli. Potemkin zagrał jednak tylko w dwóch spotkaniach i nie zdobył ani jednego gola do końca tego sezonu i na kolejny przeszedł do Békéscsaba 1912 Előre SE z miasta Békéscsaba nad Balatonem. Zespół ten spadł jednak w tamtym sezonie do niższej ligi, a Potemkin zdobył jedną bramkę w ciągu dziesięciu spotkań. Gol ten padł w przegranym przez jego zespół 1-3 meczu przeciwko Zalaegerszegi TE, 14 sierpnia 2004.
W pierwszej połowie następnego sezonu zawodnik ten grał dla Kecskeméti TE, który występował w drugiej lidze węgierskiej. Potemkin wystąpił tam w dziesięciu spotkaniach i zdobył cztery bramki, a następnie przeniósł się do Vecsési FC z tego samego poziomu rozgrywek, by zdobyć w trzynastu spotkaniach cztery bramki. Pierwszy z tych dwu klubów znalazł się wtedy na dziewiątym, a drugi na dwunastym miejscu w tabeli.
Swój ostatni sezon na Węgrzech rozegrał w drugoligowym Dunaújváros FC, gdzie w piętnastu rozegranych meczach zdobył pięć bramek, a jego klub zajął szóste miejsce w tabeli.
Po grze we własnym kraju Potemkin zdecydował się na podjęcie gry za granicą, w farerskim klubie EB/Streymur z miejscowości Streymnes. Klub ten rozgrywał mecze w pierwszej lidze archipelagu. Swój pierwszy występ Potemkin zaliczył w siedemnastej kolejce, 5 sierpnia 2007 w wygranym 2-1 meczu przeciwko VB/Sumba. Wszedł na sześćdziesiąt dwie minuty w pierwszym składzie i został zastąpiony przez Arnbjørna Hansena. Jego klub zajął wtedy drugie miejsce, tracąc do lidera, NSÍ Runavík, siedem punktów. Z uwagi na to, że w poprzednim sezonie zajęli tę samą pozycję dostali prawo do gry w eliminacjach Pucharu UEFA 2007/08. Swój pierwszy mecz na wyjeździe, przeciwko fińskiemu Myllykosken Pallo -47 przegrali 0-1, by remisem 1-1 w drugim spotkaniu przypieczętować swoją porażkę i odpaść z rozgrywek. Jedyną bramkę dla drużyny z Wysp Owczych zdobył Károly Potemkin w 86 minucie spotkania. Zawodnik ten opuścił jednak swą drużynę na koniec sezonu z dwunastoma spotkaniami na koncie - ośmioma ligowymi, dwoma pucharowymi oraz dwoma w eliminacjach do Pucharu UEFA, a także trzema golami - dwoma ligowymi oraz jedną w eliminacjach do Pucharu UEFA.
Kolejnym klubem, dla którego swe mecze rozgrywał Károly Potemkin był B36 Tórshavn ze stolicy Wysp Owczych. Zawodnik ten rozpoczął tam grę wraz z początkiem sezonu 2008, po jego połowie jednak przeniósł się do EB/Streymur, w którym gra to dziś. Dla klubu ze stolicy zdobył dziewięć bramek, z których pięć w Pucharze Wysp Owczych 2008, sprawiło, że stał się najlepszym strzelcem tego turnieju oraz cztery w lidze.
Po przeniesieniu do NSÍ Runavík Potemkin dostał numer dziewiąty na koszulce i zaczął występować w barwach tego klubu od połowy sezonu 2008. Zdobył wtedy pięć bramek ligowych i wystąpił w trzynastu spotnieniach, a jego zespół zajął czwarte miejsce w tabeli. Klub NSÍ Runavík brał także udział w rozgrywkach eliminacji Ligi Mistrzów UEFA 2008/09, gdzie przegrał w pierwszym meczu 0-3 z gruzińskim Dinamo Tbilisi, by w rewanżu wygrać 1-0, co jednak nie zapewniło mu awansu do wyższej klasy rozgrywek. Potemkin zagrał w obu spotkaniach.
Kolejny sezon Potemkin również rozpoczął w NSÍ Runavík, po sześciu meczach jest najlepszym strzelcem na Wyspach Owczych - zdobył osiem bramek. Wystąpił także w jedynym dla swojego klubu spotkaniu w rozgrywkach Pucharu Wysp Owczych 2009, przegranym z HB Tórshavn 1-2.